# Athena Tibi
Athena Sophia Rhossa Alejandro Tibi (n. 2 de diciembre de 1988, Manila), conocida artísticamente como Athena o Athena Tipi. Es una actriz de cine y teatro y cantante filipina, aunque la mayor parte de su vida ha residido por mucho tiempo en Saitama, Japón.

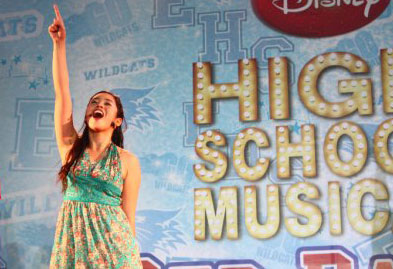
Athena como Gabrielle Montez

En el mundo del cine, es conocida por la interpretación de su personaje "Kristine Santos", en la película "A Journey Home", dirigida por Paul Soriano. También participó en una famosa obra de teatro llamado "Rivalry" o "Rival", en la que se hizo conocida también tras interpretar a su personaje como "Reena San José, bajo la Compañía de Producción de Jaime Del Mundo y Ed Gatchalian. Una obra que se basa sobre la rivalidad de dos prestigiosas universidades filipinas como la de "La Salle" y "Ateneo de Manila". Ella nuevamente retornó a Japón, país que la vio crecer para realizar una presentación el 18 de noviembre de 2012.

## Biografía
Athena nació en Manila, Filipinas, pero se mudó a Japón a los 3 años de edad cuando su familia se mudó debido al trabajo de su padre. Creció en Koshigaya en Saitama y luego regresó a Manila después de 10 años, después de haber dominado la lengua japonesa junto con el inglés y el tagalo.
Ella asistió a la escuela " St. Paul College Pasig" antes de trasladarse a "La Consolación College" en Pasig.
Se graduó con una licenciatura en Administración de la Universidad de Asia y el Pacífico, una universidad privada de investigación situada en "Ortigas Center" en Metro Manila en 2009.

## Filmografía

### Largometrajes y televisión
| Año  | Película                | Nombre y caracteres   | Director/ Productor |
| ---- | ----------------------- | --------------------- | ------------------- |
| 2004 | Sarah the Teen Princess | Tiny (recurring cast) | ABS-CBN             |
| 2004 | Lastikman               | Christy               | Mac Alejandre       |
| 2008 | Pizza Girl              | Beth                  | Jerry Bachs         |
| 2009 | A Journey Home          | Kristine Santos       | Paul Soriano        |
| 2011 | Kuya Alvin              | Lani                  | Roselyn Pérez       |

### Presentaciones en televisión
| Año         | Programa                      | Canal       | Nombre y caracteres      |
| ----------- | ----------------------------- | ----------- | ------------------------ |
| 2003        | Master Showman                | GMA Network | Special Guest as herself |
| 2006        | ASAP (programa de televisión) | ABS-CBN     | Special Guest as herself |
| 2007        | ASAP (programa de televisión) | ABS-CBN     | High School Musical cast |
| 2007        | SOP (Philippine TV series)    | GMA Network | High School Musical cast |
| 2007        | Shall We Dance?               | GMA Network | High School Musical cast |
| 2007 - 2008 | The Sweet Life                | Q           | Special Guest as herself |
| 2009        | ASAP (programa de televisión) | ABS-CBN     | N.O.A.H. cast            |
| 2011        | The Daily Top 5               | Viva TV     | VJ                       |

### Teatro
| Año  | Producción                             | Nombre caracteres   | Producción                |
| ---- | -------------------------------------- | ------------------- | ------------------------- |
| 2004 | Honk!                                  | Ugly                | Trumpets Playshop         |
| 2005 | Pendragon                              | Morgan Le Fay       | Trumpets Playshop         |
| 2006 | Wicked                                 | Elphaba Thropp      | Trumpets Playshop         |
| 2006 | New Yorker in Tondo                    | Kikay/Francesca     | UA&P                      |
| 2006 | Gabrielle                              | Princess Gabrielle  | Dulaang Roc / UA&P        |
| 2007 | The Importance of Being Earnest        | Cecily Cardew       | Kultura / UA&P            |
| 2007 | The Girl Who Was Plugged In            | P.Burke             | Trumpets Playshop         |
| 2007 | High School Musical Onstage            | Sharpay Evans       | Stages                    |
| 2008 | Much Ado About Nothing                 | Hero                | UA&P                      |
| 2008 | Sierra Lakes                           | Arlene Reyes        | Dulaang Roc / UA&P        |
| 2009 | You're a Good Man, Charlie Brown       | Sally Brown         | Kultura / UA&P            |
| 2009 | Legally Blonde                         | Vivienne Kensington | Trumpets Playshop         |
| 2009 | N.O.A.H. – No Ordinary Aquatic Habitat | Ensemble            | Trumpets / Stages         |
| 2010 | You're a Good Man, Charlie Brown       | Sally Brown         | Kultura / UA&P            |
| 2011 | Hércules' 12                           | Athena/ Artemis     | Young Artists Productions |
| 2012 | Rivalry: Ateneo-La Salle the Musical   | Reena San Jose      | 4th Wall Theater Company  |

## Discografía

### 3YO
- 3YO - Ketchup Song (2003)
- Viva Popstars Christmas album (2003)
- 3YO (2004)
- Levi Celerio Music Festival (2004)

### Fairgame
- Fairgame (2006)

### Registros
- Breathe With Me